# Keiko Matsui
Keiko Matsui (松居慶子) (Tóquio, 26 de Julho de 1961) é cantora, compositora e pianista. Possui 30 anos de carreira, nos quais lançou 20 CD's, além de várias copilações.

## Primeiros anos
A mãe de Keiko Doi, Emiko, levou sua filha às aulas de piano quando criança. Na tradição japonesa é comum começar os estudos na infância, assim irá continuar seus estudos por um bom tempo. A transição foi rápida para Doi, porque estudou piano desde muito cedo. Algumas de suas influências foram compositores e artistas como Stevie Wonder, Sergei Rachmaninoff, Maurice Jarre e Chick Corea.
Em 1987, Matsui gravou o seu 1º lançamento a solo (A Drop of Water) utilizando para isso o dinheiro de sua lua-de-mel. O título do álbum dá o nome á 1º composição, cantada por Carls Anderson, em homenagem às vítimas do desastre Spacagui.

## Vida pessoal
Keiko é casada com Kazu Matsui, com quem tem dois filhos, nascidos em 1988 e 1995.

## Discografia

### Álbuns

#### Lançamentos Solo
- A Drop of Water (Passport Jazz Records, 1987, relançado em 1993 e 2003, com uma faixa bônus adicionada em cada versão)
- Under Northern Lights (MCA Records, 1989)
- No Borders (MCA Records, 1990)
- Night Waltz (Sin-Drome Records, 1991)
- Cherry Blossom (White Cat, 1992)
- Doll (White Cat, 1994)
- Sapphire (White Cat, 1995)
- Dream Walk (Countdown, 1996)
- A Gift of Hope (Unity, 1997)
- Keiko Matsui Collection (GRP Records, 1997)
- Full Moon and the Shrine (Countdown, 1998)

Este CD tem umas das composições mais famosas, "Forever, Forever."
- Keiko Matsui Live (Countdown, 1999)
- Best Selection (Pioneer, 1999)
- Whisper From the Mirror (Countdown, 2000)
- Glance of the Past (Countdown, 2001)
- The Wind and the Wolf (Pioneer, 2000)
- Hidamari no Ki (2000) trilha sonora de animação japonesa (Planet Joy 2002)
- Deep Blue (Narada, 2001)
- A Gift of Life (Narada, 2001)
- The Ring (Narada, 2002)
- Live in Tokyo (Sony/Columbia, 2002)
- Spring Selection (Sony/Columbia, 2003)
- The Piano (Narada, 2003)
- White Owl (Narada, 2003)
- Wildflower (Narada, 2004)
- The Very Best of Keiko Matsui (GRP Records, 2004)
- Summer Selection (Sony/Columbia, 2004)
- Walls of Akendora (Narada, 2005)
- Moyo (Heart & Soul) (Shout! Factory, 2007)
- The Road... (Shanachie Records, 2011)
- Soul Quest (Shanachie Records, 2013)
- Journey to the Heart (Shanachie Records, 2016)

Vários destes álbuns foram depois relançados sobre selos de diferentes gravadoras.

#### Participação Especial
- Akira Asakura – "Spread Colors"
- Kazu Matsui – Tribal Mozart (Countdown, 1997)
- Kazu Matsui – Tribal Shubert (Countdown, 1999)
- Bob James – Dancing on the Water (Warner Brothers/WEA, 2000)
- Jason Miles – "Miles to Miles" (Narada, 2005)

#### Participação em compilações
- Smooth Jazz V98.7 FM – Vol. 3 (selo de data de lançamento desconhecido; lançado pela estação de rádio WVMV-FM, Detroit, Michigan)
- All That Jazz III (GRP Records, data de lançamento desconhecido)
- KMJZ Smooth Jazz Sampler Volume 1 (KMJZ, data de lançamento desconhecido)
- 20 Years of Narada Piano
- New Age Music & New Sounds Vol. 67 - "Liberty"

### Vídeos
- Light Above the Trees (Winstar, 1998)
- The Jazz Channel Presents Keiko Matsui (Image Entertainment, 2001) DVD
- White Owl (Narada, 2003) DVD incluso com o CD 'White Owl'; concerto no Bunkamura Orchard Hall (Tokyo, 2002)
- Walls of Akendora DVD bônus incluso de CD de música (2004).

### Livros
- Compositions (2005) - Partituras musicais de 10 das canções favoritas de Matsui, além de duas canções bônus, com CD instrucional.